# Станция мелкого заложения

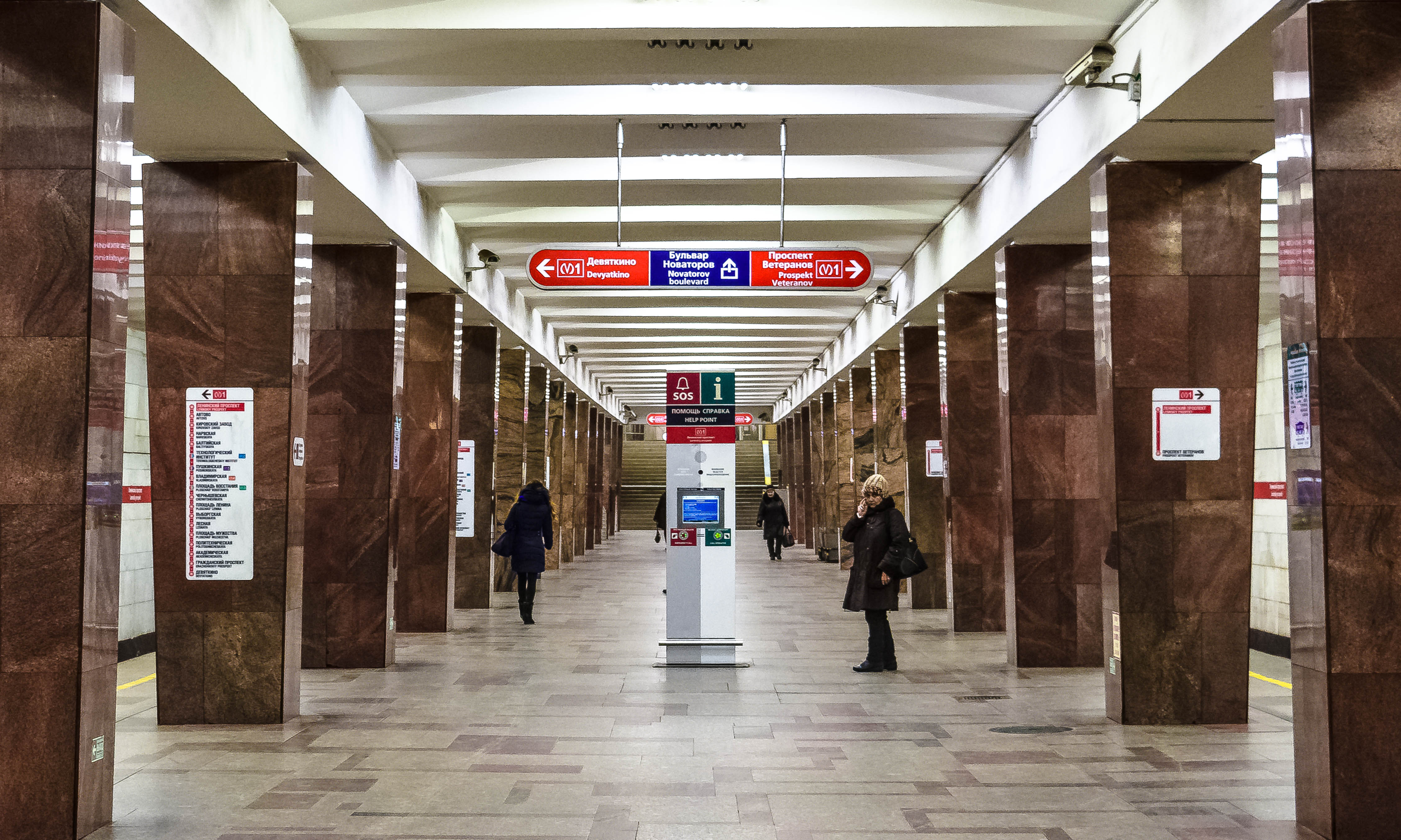
Станция мелкого заложения «Ленинский проспект» в Санкт-Петербурге. Такой тип станции также известен в метростроительной отрасли как «сороконожка»

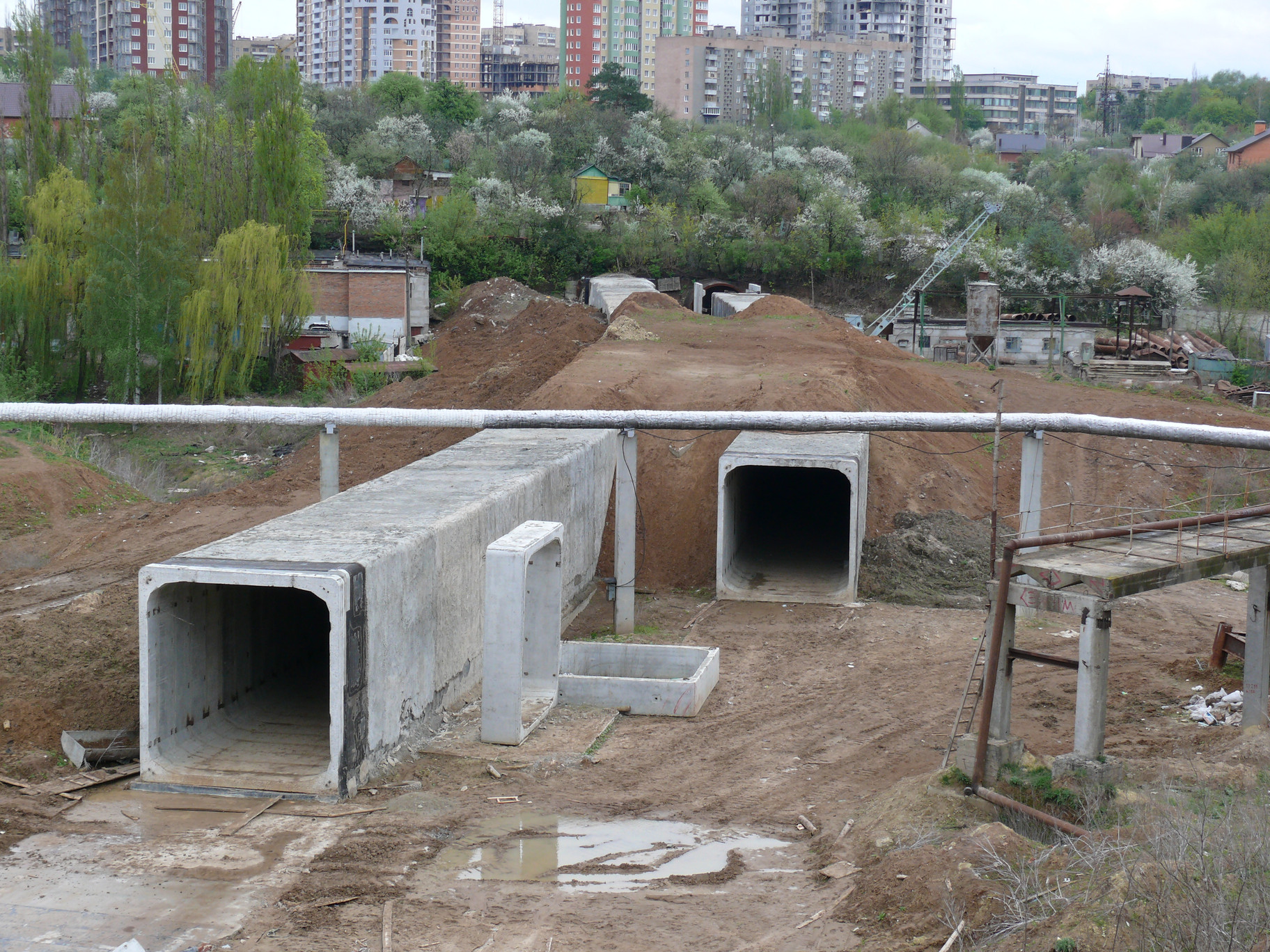
Строительство открытым способом Алексеевской линии в Харькове между станциями «23 августа» и «Алексеевская», 2008 год

Ста́нция ме́лкого заложе́ния в метрополите́не — разновидность станции, при сооружении которой применяется открытый способ работ — вскрытие дневной поверхности грунта.
Строительство станций мелкого заложения в большинстве случаев ведётся в котловане, закреплённом расстрелами с помощью типовых конструкций из сборного либо монолитного железобетона.
Типовая станция мелкого заложения в России имеет два, реже — один вестибюль, соединённый с платформой станции лестничными сходами, а если перепад высот превышает 5 метров, устанавливается также эскалатор на подъём (при перепаде более 7 метров и подъём, и спуск осуществляются эскалаторами).
Можно выделить следующие типы станций мелкого заложения:
- колонная (двух-, трёх- или многопролётная);
- однопролётная;
- односводчатая.

Понятие «станция мелкого заложения», наравне со станцией глубокого заложения, согласно строительным нормам и правилам (СНиПам), не определяет её количество метров: см., напр., станции «Охотный Ряд», «Библиотека имени Ленина» и «Кунцевская» Московского метрополитена.